# 霍伦
荷恩（荷蘭語：Hoorn，荷蘭語發音：[ˈɦoːr(ə)n] ⓘ；又譯霍倫）是荷蘭北荷蘭省的城市和市鎮，位於馬肯湖邊，距阿姆斯特丹35公里。荷恩是西弗里斯蘭最大的城市。根據2017年8月的統計數據，這座城市人口達72,707人。

## 歷史
1357年荷恩獲得城市地位。城市的光輝歲月可以追溯到荷蘭黃金時代：17世紀荷恩不但成為一個重要的港口，而且是荷蘭東印度公司（VOC）的基地之一。 美洲最南邊的合恩角與法國屬地霍倫群島的名稱都是來自荷恩。

## 姊妹城市
- 捷克普日布拉姆
- 比利时贝尔瑟尔
- 马来西亚馬六甲市

## 外部連結
- 霍伦資訊 （页面存档备份，存于）